# Hypomecis sommerei
Hypomecis sommerei är en fjärilsart som beskrevs av Sato 1990. Hypomecis sommerei ingår i släktet Hypomecis och familjen mätare. Inga underarter finns listade i Catalogue of Life.